# Wahlbezirk Schlesien 8
Der Wahlbezirk Schlesien 8 war ein Wahlkreis für die Wahlen zum Abgeordnetenhaus im österreichischen Kronland Schlesien. Der Wahlbezirk wurde 1907 mit der Einführung der Reichsratswahlordnung geschaffen und bestand bis zum Zusammenbruch der Habsburgermonarchie.

## Geschichte
Nachdem der Reichsrat im Herbst 1906 das allgemeine, gleiche, geheime und direkte Männerwahlrecht beschlossen hatte, wurde mit 26. Jänner 1907 die große Wahlrechtsreform durch Sanktionierung von Kaiser Franz Joseph I. gültig. Mit der neuen Reichsratswahlordnung schuf man insgesamt 416 Wahlbezirke, wobei mit Ausnahme Galiziens in jedem Wahlbezirk ein Abgeordneter im Zuge der Reichsratswahl gewählt wurde. Der Abgeordnete musste sich dabei im ersten Wahlgang oder in einer Stichwahl mit absoluter Mehrheit durchsetzen. Der Wahlkreis Schlesien 8 umfasste die Gerichtsbezirke Zuckmantel, Olbersdorf, Jägerndorf sowie die Gemeinden Kreuzendorf, Lodnitz und Strochowitz aus dem Gerichtsbezirk Troppau.
Aus der Reichsratswahl 1907 ging der Sozialdemokrat Josef Tuppy als Sieger hervor. Bei der Reichsratswahl 1911 wurde Tuppy vom Agrarier Hans Kudlich geschlagen.

## Wahlergebnisse

### Reichsratswahl 1907
Die Reichsratswahl 1907 wurde am 14. Mai 1907 (erster Wahlgang) sowie am 23. Mai 1907 (Stichwahl) durchgeführt.

#### Erster Wahlgang
| Kandidat                                                                    | Partei                             | Wahlkreisstimmen | Prozent |
| --------------------------------------------------------------------------- | ---------------------------------- | ---------------- | ------- |
| Josef Tuppy                                                                 | Sozialdemokratische Arbeiterpartei | 2600             | 46,1 %  |
| Karl Türk                                                                   | Deutsche Agrarpartei               | 1898             | 33,7 %  |
| Josef Schinzel                                                              | Christlichsoziale Partei           | 1077             | 19,1 %  |
|                                                                             | Sonstige Parteien                  | 61               | 1,1 %   |
| Wahlberechtigte: 5856, Ungültige/Leere Stimmen: 36, Wahlbeteiligung: 96,9 % |                                    |                  |         |

#### Stichwahl
| Kandidat                                                                     | Partei                             | Wahlkreisstimmen | Prozent |
| ---------------------------------------------------------------------------- | ---------------------------------- | ---------------- | ------- |
| Josef Tuppy                                                                  | Sozialdemokratische Arbeiterpartei | 2769             | 50,1 %  |
| Karl Türk                                                                    | Deutsche Agrarpartei               | 2754             | 49,9 %  |
| Wahlberechtigte: 5856, Ungültige/Leere Stimmen: 101, Wahlbeteiligung: 96,0 % |                                    |                  |         |

### Reichsratswahl 1911
Die Reichsratswahl 1911 wurde am 13. Juni 1911 durchgeführt. Die Stichwahl entfiel auf Grund der absoluten Mehrheit für Kudlich im ersten Wahlgang.
| Kandidat                                                                     | Partei                             | Wahlkreisstimmen | Prozent |
| ---------------------------------------------------------------------------- | ---------------------------------- | ---------------- | ------- |
| Hans Kudlich                                                                 | Deutsche Agrarpartei               | 3036             | 56,4 %  |
| Josef Tuppy                                                                  | Sozialdemokratische Arbeiterpartei | 1900             | 35,3 %  |
| Johann Mattes                                                                | Christlichsoziale Partei           | 436              | 8,1 %   |
|                                                                              | Sonstige Parteien                  | 7                | 0,1 %   |
| Wahlberechtigte: 5838, Ungültige/Leere Stimmen: 194, Wahlbeteiligung: 95,5 % |                                    |                  |         |